# Caleb Quaye
Caleb Quaye (* 9. října 1948 Londýn, Anglie) je britský kytarista. Začínal ve školní skupině The Sound Castles, později přešel k Bluesology, kde se seznámil s Reggie Dwightem (později známým jako Elton John). Po rozpadu skupiny se připojil k Johnově doprovodné skupině. Později s ním nahrál alba Rock of the Westies (1975) a Blue Moves (1976). V první polovině sedmdesátých let hrál s Hookfoot a v roce 1972 hrál na prvním albu Pete Townshenda s názvem Who Came First. Ve stejném roce hrál na debutovém albu Lou Reeda s názvem Lou Reed. Rovněž spolupracoval s hudebníky, jako jsou Hall & Oates, Mick Jagger nebo Paul McCartney.
Jeho otcem byl jazzový hudebník Cab Kaye a jeho sestrou je zpěvačka Terri Quaye.